# Douglas Erasmus
Douglas John Erasmus, né le 4 avril 1990 à Benoni, est un nageur sud-africain. 

## Carrière
Douglas Erasmus obtient la médaille d'or du 50 mètres nage libre ainsi que du relais 4 x 100 mètres nage libre aux Jeux africains de 2015 à Brazzaville.
Il participe aux Jeux olympiques d'été de 2016 à Rio de Janeiro, où il est éliminé en séries du 50 mètres nage libre. 
Il est ensuite médaillé d'or du 50 mètres papillon et du 4 x 100 mètres nage libre et médaillé d'argent du 50 mètres nage libre aux Championnats d'Afrique de natation 2016 à Bloemfontein. 
Aux Jeux africains de 2019 à Casablanca, il remporte la médaille d'or du 4 x 100 mètres nage libre, du 4 x 100 mètres quatre nages et du 4 x 100 mètres nage libre mixte.